# Смирнов, Павел Павлович
Павел Павлович Смирнов — советский хозяйственный, государственный и политический деятель, Герой Социалистического Труда, доктор ветеринарных наук.

## Биография
Родился в 1934 году в деревне Андрейцево. Член КПСС.
С 1946 года — на хозяйственной, общественной и политической работе. В 1946—1995 гг. — колхозник, ветеринар в свиноводческих совхозах Калининской области, главный ветврач в совхозе «Обудово» Спировского района, директор совхоза имени 50-летия СССР Калининского района Калининской области, секретарь Калининского обкома КПСС, заведующий Тверской областной ветеринарной лаборатории.
Указом Президиума Верховного Совета СССР от 6 сентября 1973 года присвоено звание Героя Социалистического Труда с вручением ордена Ленина и золотой медали «Серп и Молот».
Делегат XXV съезда КПСС.
Умер в Твери в 2007 году.